# Ectolagena
Ectolagena es un género de foraminífero bentónico considerado un sinónimo posterior de Lagena de la familia Lagenidae, de la superfamilia Nodosarioidea, del suborden Lagenina y del orden Lagenida. Su especie-tipo era Serpula (Lagena) sulcata. Su rango cronoestratigráfico abarca desde el Chattiense (Oligoceno superior) hasta la Actualidad.

## Clasificación
Ectolagena incluía a la siguiente especie:
- Ectolagena sulcata